# Energia geotérmica na Itália
A energia geotérmica na Itália é pouco utilizada, exceto para a produção de energia, mas crescente.[carece de fontes?]
A Itália está acima de uma crosta relativamente fina, com quatro grandes áreas de calor subterrâneo:
- a primeira é a da Toscana, com os campos de Larderello.
- a segunda é na Campânia, com os Campos Flégreos
- a terceira, muito grande e pouco conhecida, ao sul do Mar Tirreno
- a quarta é o Estreito da Sicília, ao redor do  vulcão submarino Empédocles e a ilha de Lampedusa

Como resultado, os projetos estão em desenvolvimento para os próximos anos e com mais exploração espera-se encontrar novos locais.

## Exploração
A investigação sobre o potencial foi iniciado em 1976, após a crise do petróleo, com o trabalho da ENI e ENEL, que começou em conjunto para escavar centenas de poços na Itália criando um mapa completo dos recursos subterrâneos.Contudo a atividade exploratória foi interrompida na década de 90.
Seguindo os resultados, a Itália foi mapeada em quatro áreas:
- Ptoencial muito elevado, água com temperatura de mais de 150 °C (302 °F) a menos de 3 km de profundidade; área se estende a NW-SE de Gênova para as Ilhas Eólias.
- Temperatura da água entre 90 °C (194 °F) e 150 °C (302 °F) a menos de 3 km de profundidade.
- Temperatura da água entre 30 °C (86 °F) e 60 °C (140 °F) a menos de 3 km de profundidade.
- Baixo potencial, sem a utilização comercial a menos de 3 km de profundidade.

A Itália usa seus fluídos de menor temperatura para spas, agricultura, indústria e aquecimento distrital. Uma grande parte do aquecimento de domicílios está concentrada em uma área de spas em Abano, no nordeste de Itália. As centrais mais importantes para aquecimento distrital estão em Ferrara e Vicenza, no leste do Vale do pó, cerca de 1990. Estações de aquecimento distrital menores são encontradas em Bagno di Romagna e Acqui Terme.